# Bismutselenid
Bismutselenid ist eine anorganische chemische Verbindung des Bismuts aus der Gruppe der Selenide.

## Vorkommen
Bismutselenid kommt natürlich in Form des Minerals Paraguanajuatit vor. Zudem enthält Guanajuatit Bismutselenid und zusätzlich 6,6 % Schwefel.

## Gewinnung und Darstellung
Bismutselenid kann durch Reaktion von Bismut mit Selen gewonnen werden.
{\displaystyle {\ce {2 Bi + 3 Se -> Bi2Se3}}}

## Eigenschaften
Bismutselenid ist ein schwarzer metallisch glänzender Feststoff. Es ist ein Halbleiter mit einer trigonalen Kristallstruktur und der Raumgruppe R3m (Raumgruppen-Nr. 166). Es ist auch eine orthorhombische Modifikation mit der Raumgruppe Pnma (Nr. 62) bekannt, deren Struktur der des Bismut(III)-sulfids entspricht. In jüngerer Zeit ist Bismutselenid aufgrund seiner Eigenschaft als topologischer Isolator in der Fachwelt in Erscheinung getreten. Es bildet als topologischen Oberflächenzustand einen nahezu idealen Dirac-Kegel, ähnlich dem Graphen.

## Verwendung
Bismutselenid wird in der Halbleiterindustrie als zur Herstellung von Dünnfilmen und Magnetoresistiven-Schichten verwendet.